# Gerd Renshof
Gerd Renshof (Buren 1959), is een Nederlands autodidact, schilder. Renshof heeft zich gespecialiseerd in zeventiende-eeuwse schildertechnieken, vooral gericht op het maken van schilderijen waar boeken het hoofdmotief zijn. Hij heeft een grote verzameling opgebouwd van boeken die tot vier eeuwen oud zijn. Hij laat zijn boeken niet restaureren, het leven dat ze geleid hebben geeft hem genoeg inspiratie.
Als jongen begon hij met tekenen en schilderen, en op zijn vijftiende besloot hij dat hij kunstenaar wilde worden. Met zijn Havo-diploma, met tekenen als examenvak, kwam hij op de kunstacademie in 's-Hertogenbosch. Omdat daar zijn belangstelling primair naar realistische schilderkunst uitging, werd hij na een jaar van de opleiding verwijderd.
Zo’n anderhalf jaar experimenteerde Renshof met diverse olieverftechnieken en illustreerde hij enkele boeken. Toen raakte hij onder de indruk van de magisch-realistische stillevens van Raoul Hynckes. Ze gaven hem een idee hoe een stilleven heel anders kon worden uitgebeeld.
Na de stillevens ging hij abstractie en realisme scheiden, en weer samenvoegen. Hieruit ontstond werk met naakten, in samenhang met abstracte vormen. Deze vormen werden geleidelijk ruimtelijker, hij kwam erachter dat hij andere ruimtes nodig had om licht en stemming uit te drukken. Hij vond de oplossing toen hij de abstracte volumes door echte architecturale vormen verving. Vandaar dat hij de overstap maakte naar magisch-realistische architectuur, met trappen en sneeuw als hoofdmotief. Onder de invloed van het licht van Jan Weissenbruch en Cornelis Springer leerde hij hoe je licht uit een schilderij kan laten stralen. Dat komt goed tot uiting in het werk van de laatste jaren waarin hij zich toelegt op het schilderen van nocturnes; gebouwen en straten in de nacht met hier en daar een lamp.
In 2020 is door Stichting 100 jaar Jan Mankes in Eerbeek een herdenkingsjaar georganiseerd ter nagedachtenis van het 100-jarig overlijden van de kunstenaar Jan Mankes. Deze stichting heeft de aanzet gegeven tot het boekje "Kijk Jan Mankes", een landelijke wedstrijd met expositie, een expositie in Huis te Eerbeek met o.a. Henk Helmantel, Pieter Knorr, Peter Durieux en Rob Møhlmann. Daarnaast heeft de stichting een documentaire van 12 minuten gerealiseerd in samenwerking met Museum MORE over het leven van Jan Mankes. Deze was tijdens de herdenkingstentoonstelling van Mankes te zien bij MORE. Renshof heeft zowel voor het boek als de documentaire een bijdrage over de schildertechniek van Mankes geleverd, waarin hij tot dan toe onbekende werkwijzen van Jan Mankes uitlegt. 
In 2003 heeft Renshof het grootste naoorlogse trompe lœil-plafond in Nederland gerealiseerd. Met een oppervlakte van 170 vierkante meter in de grote zaal van Restaurant ’t Saasveld (bij Hengelo (Ov)) is het een uitbeelding van de crèmekleurige nieuwbouw tot een romantische oude boerenschuur, met doorkijkjes naar de zolder en de molen aan de overkant.
In september 2009 is Gerd Renshof zijn eigen schilderschool gestart waarbij hij zich richt op de technieken zoals die in de 17e eeuw werden toegepast. Deze school is uitgegroeid tot een van de grootste in het land.